# Eurycletodes parasimilis
Eurycletodes parasimilis är en kräftdjursart som beskrevs av Por 1959. Eurycletodes parasimilis ingår i släktet Eurycletodes och familjen Argestidae. Inga underarter finns listade i Catalogue of Life.